# Mitch Moreland
Mitchell Austin Moreland (Amory, 6 settembre 1985) è un ex giocatore di baseball statunitense di ruolo prima base.

## Carriera

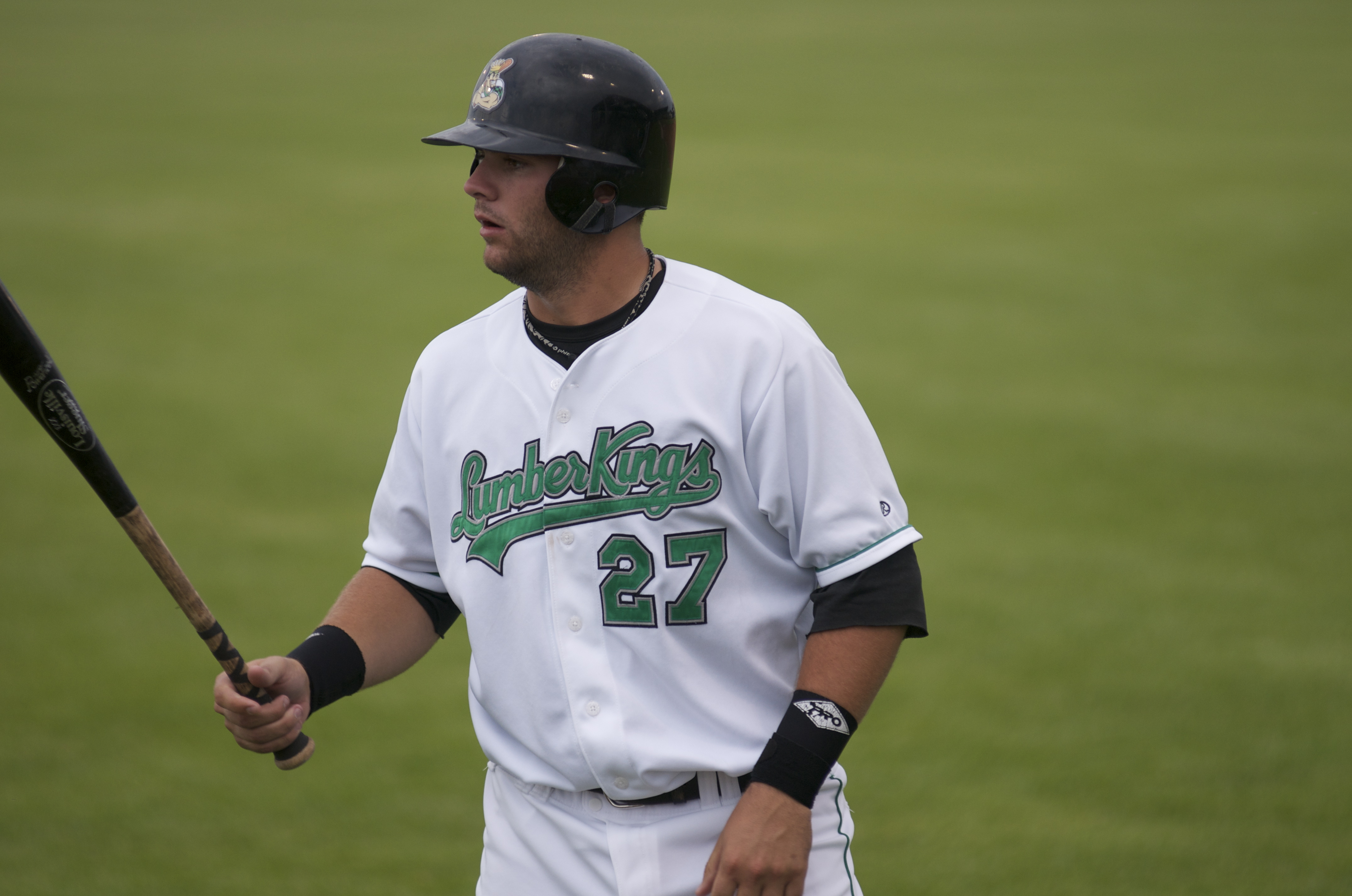
Moreland con i LumberKings della classe A nel 2008

### Inizi e Minor League
Nato e cresciuto ad Amory nel Mississippi, Moreland si diplomò nella sua città natale, alla Amory High School, dove giocò nelle squadre di baseball e calcio. Conclusi gli studi superiori, si iscrisse alla Mississippi State University di Starkville nella vicina contea di Oktibbeha, dove giocò per la squadra di baseball universitaria.
Moreland venne selezionato nel 17º turno del draft MLB 2007 dai Texas Rangers, che lo assegnarono alla classe A-breve.
Giocò la stagione 2008 nella classe A e la stagione 2009 nella classe A-avanzata e nella Doppia-A. Iniziò la stagione 2010 nella Tripla-A.

### Major League

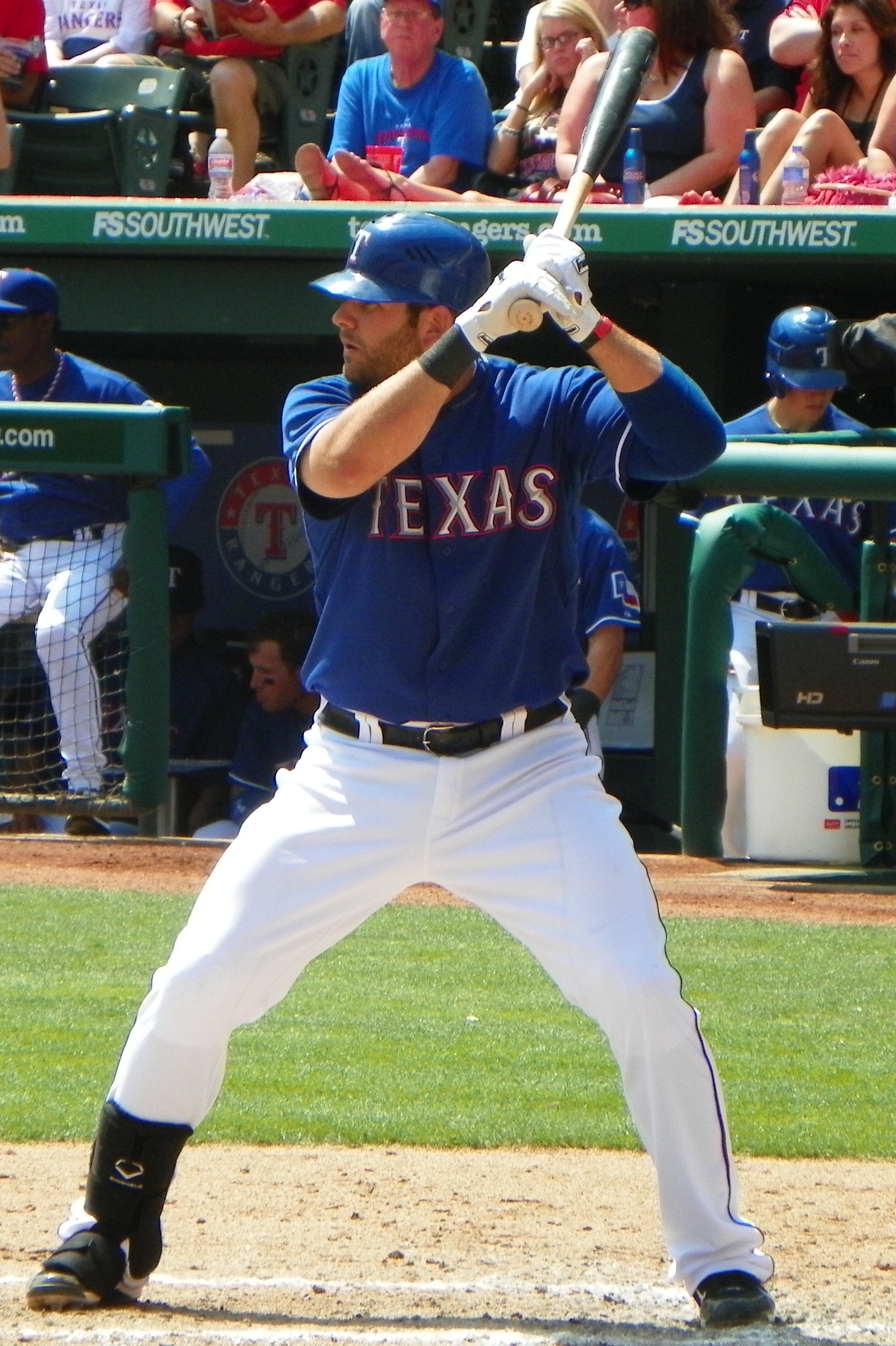
Moreland in battuta con i Rangers nel 2011

Debuttò nella MLB il 29 luglio 2010, al Rangers Ballpark di Arlington contro gli Oakland Athletics, battendo la prima valida nel suo primo turno di battuta e realizzandone un'altra più avanti. Il 13 agosto batté il primo fuoricampo e il 26 settembre, colpì due home run contro gli Athletics. Concluse la stagione regolare con 47 presenze nella MLB e 95 nella Tripla-A, dopo di che partecipò al primo post stagione.
Il 30 ottobre, nel secondo inning della gara 3 delle World Series 2010, Moreland colpì un fuoricampo da tre punti, portando la squadra in vantaggio. Fu il primo home run della serie. I Rangers vennero comunque sconfitti più avanti, nella gara 5 dai Giants.
Anche nella World Series 2011, Moreland riuscì a colpire un fuoricampo contro i Cardinals nella gara 5, ma ciò non evitò ai Rangers la seconda sconfitta consecutiva, avvenuta questa volta nella gara 7.

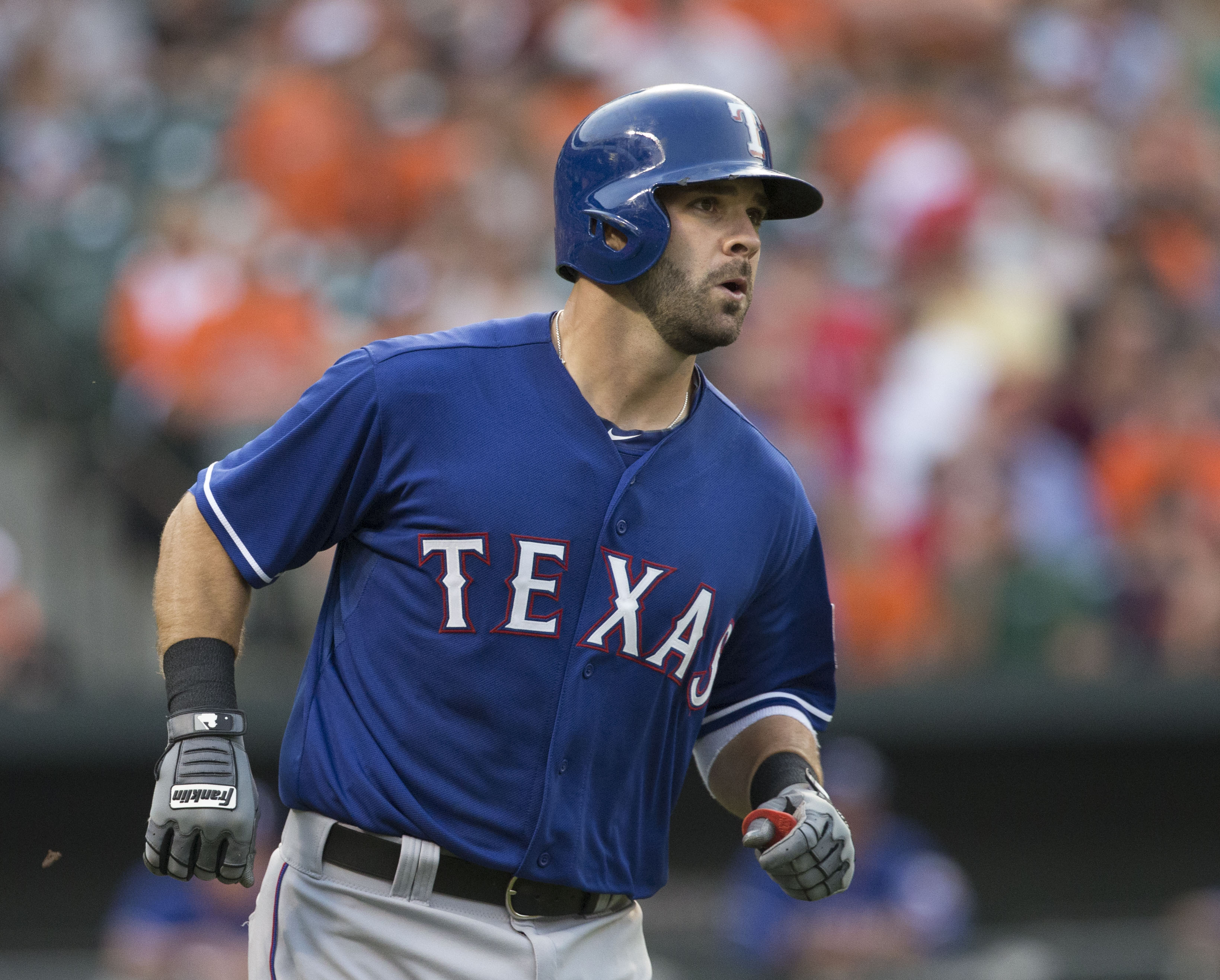
Moreland con i Rangers nel 2015

Il 6 maggio 2014 lanciò per la prima volta, nell'ottavo e ultimo inning della partita persa 12-1 contro i Rockies. I tre i battitori che fronteggiò furono eliminati tutti su azione, e Moreland eliminò l'ultimo personalmente lanciando verso la prima base. Moreland chiuse la sua stagione in anticipo, il 7 giugno, a causa di un infortunio alla caviglia, che necessitò di un intervento chirurgico.
Nel 2016 Moreland vinse il suo primo guanto d'oro per le sue prestazioni a livello difensivo. Diventato free agent il 3 novembre, Moreland firmò l'8 dicembre 2016 un contratto della durata di un anno con i Boston Red Sox.
Il 25 agosto 2017 in una partita contro gli Orioles che i Red Sox stavano perdendo 16-3, Moreland scese in campo nel nono inning, per la seconda volta in carriera nel ruolo di lanciatore; compiendo uno strikeout e concedendo due valide. Durante l'AL Division Series giocò in tutte e quattro le partite, battendo 5 valide su 13 turni a cui partecipò, realizzando .385 di media battuta. Divenne free agent il 2 novembre.

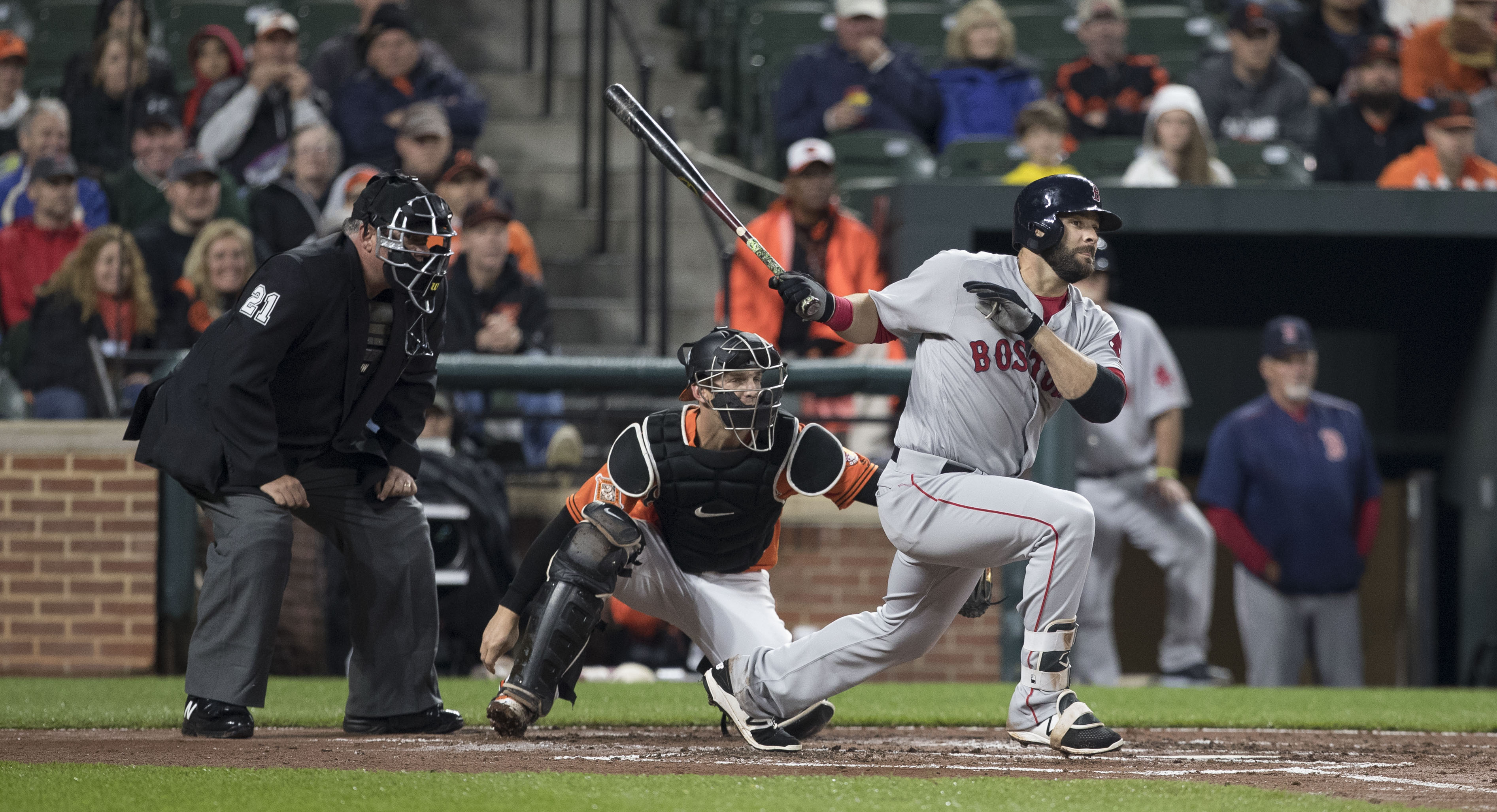
Moreland con i Red Sox nel 2017

Il 18 dicembre 2017, rinnovò con i Red Sox con un contratto biennale.
Nella stagione 2018, Moreland venne alternato nel ruolo di prima base a Hanley Ramírez fino al 25 maggio, quando quest'ultimo venne svincolato. Nel luglio 2018 fu convocato per la prima volta per un'All-Star Game. Nel post stagione realizzò in 11 partite 5 valide su 17 turni (.294 di media battuta) e al termine delle World Series 2018, divenne campione.
Moreland iniziò la stagione 2019, come prima base titolare. Il 29 marzo, colpì un home run da tre punti nel nono inning contro i Mariners, consegnando la vittoria ai Red Sox per 7-6. Dal 29 maggio ebbe problemi muscolari che gli consentirono di tornare in campo solo l'11 luglio nella Tripla-A, dove rimase fino al giorno 23 dello stesso mese. Divenne free agent alla fine della stagione.
Il 28 gennaio 2020, Moreland rinnovò con i Red Sox, firmando un contratto della validità di un anno con la franchigia.
Il 30 agosto 2020, i Red Sox scambiarono Moreland con i San Diego Padres in cambio dei giocatori di minor league Jeisson Rosario e Hudson Potts. Divenne free agent il 1º novembre 2020, a stagione conclusa.
Il 23 febbraio 2021, Moreland firmò un contratto annuale del valore di 2.25 milioni di dollari con gli Oakland Athletics. Il 18 maggio venne inserito nella lista degli infortunati saltando alcune partite, a causa di problemi costali. Tornò disponibile il 27 maggio ma venne reinserito tra gli infortunati il 4 luglio, restandovi fino al 16 dello stesso mese. Giocò la sua ultima partita stagionale il 26 agosto, poiché il 31 agosto tornò tra gli infortunati dopo aver subìto lesioni ai tendini del polso sinistro. Chiuse la stagione con 80 partite disputate nella MLB.
L'8 marzo 2023 ha annunciato il proprio ritiro.

## Palmares

### Club
- World Series: 1

Boston Red Sox: 2018

### Individuale
- MLB All-Star: 1

2018
- Guanti d'oro: 1

2016
- Giocatore della settimana: 1

AL: 31 luglio 2016